# Anisotropie magnétique
Une anisotropie magnétique est présente lorsque les propriétés magnétiques d'un système sont orientées selon des axes privilégiés. C'est le cas dans les matériaux ferromagnétiques, où l’aimantation suit des directions privilégiées appelées axes de facile aimantation.
Dans les matériaux cristallins, il existe des directions selon lesquelles il est facile d'aimanter le cristal (axes faciles), et des directions de difficile aimantation, on parle d'anisotropie magnéto-cristalline. De même, l'interaction dipolaire entre tous les moments magnétiques locaux d'un matériau en couche mince induit généralement  un axe d’aimantation facile et un axe difficile.
À ceci s'ajoutent des effets magnéto-élastiques où l’aimantation est modifiée lors d'une déformation mécanique du système. De plus, l'anisotropie magnétique varie avec la température dans pratiquement tous les matériaux . En général l'anisotropie s'affaiblit quand on augmente la température, avec une décroissance souvent plus rapide que celle de l'aimantation spontanée .
Il existe plusieurs types d'anisotropie : anisotropie magnétocristalline, anisotropie de forme, anisotropie magnétique induite, magnétostriction, anisotropie de surface et d'interface. 

## Anisotropie magnétocristalline
L'énergie anisotrope ou énergie magnéto-cristalline existe dans les cristaux ferromagnétiques, forçant l'aimantation à suivre certains axes cristallographiques, appelés axes de facile aimantation.
Le terme principal de cette énergie s'écrit: {\displaystyle E_{a}=K_{u}sin^{2}\theta }où θ est l'angle entre le vecteur aimantation {\displaystyle {\vec {M}}}et l'axe de facile aimantation et Ku est la constante d'anisotropie, mesurée en J.m-3.
Les valeurs d'énergie varient typiquement entre 1 J.m-3 et 10 MJ.m-3.
Anisotropie magnétocristalline

## Contexte pour des matériaux géologiques
Des chercheurs mesurent en laboratoire la fabrique magnétique des matériaux géologiques.
Le but de cette mesure est de caractériser l'état de déformation finie de roches ayant subi des régimes de contraintes naturelles, souvent invisibles à l'œil nu.
Les massifs, les plutons de granites et même les formations sédimentaires étudiés sont surtout à l'extérieur des chaînes de montagnes.
La fabrique magnétique permet dans ces différentes zones de retrouver les marqueurs de la déformation quasiment invisibles à l'affleurement : étude de la déformation interne des roches.
Souvent c'est en contexte tectonique cassant.
L'anisotropie magnétique est rapide au niveau acquisition des données, sensible et aussi simple à mettre en œuvre.
Une mesure moyenne de l'orientation préférentielle d'une centaine de grains qui peuvent être de trois sortes :
- ferromagnétique : hématite, magnétite, sulfure de fer, etc. ;
- paramagnétique : argile, silicate… ;
- diamagnétique : calcite, quartz…

## Plusieurs anisotropies mesurées
- Anisotropie de susceptibilité magnétique mesurée en champ faible ou plus communément ASM est la méthode la plus fréquemment utilisée pour mesurer la fabrique magnétique des roches.
- Anisotropie de rémanence (AR) obtenue à partir de deux mesures :
  - Aimantation rémanente isotherme (ou ARI).
  - Aimantation rémanente anhystérésique (ou ARA).
- L'erreur sur l'inclinaison magnétique sera estimée à partir de l'AR.

Une forte anisotropie intrinsèque des différents minéraux de type ferromagnétique présents dans la roche, induira une déviation de l'aimantation rémanente naturelle par rapport au champ magnétique terrestre.

## Bilan de ces deux méthodes
Alors que l'anisotropie de rémanence ou AR permet d'accéder aux seules espèces de types ferromagnétique, l'anisotropie de susceptibilité magnétique moyenne la distribution de l'ensemble de toutes les espèces (diamagnétique, paramagnétique et enfin ferromagnétique).

## Équipement nécessaire
Pour l'ASM : 
- un pont d'impédance de type Kappabridge AGICO KLY3S

Pour l'AR :
- ARA : une bobine système AGICOAMU-1 comprenant une bobine en champ alternatif (champ maximum applicable 100 nT) couplée à une bobine en champ continu (de 0 à 200 nT) ;
- une cage d'Helmholtz permettant de s'affranchir du champ magnétique terrestre lorsqu'on fait les mesures.

## Signification des différents sigles
- ASM ou Anisotropie de Susceptibilité Magnétique
- AR ou Anisotropie de Rémanence
- ARI ou Anisotropie de Rémanence Isotherme
- ARA ou Anisotropie de Rémanence Anhystérétique